# Pietro Donati
Pietro Donati (Crema, 12 dicembre 1812 – Crema, 3 novembre 1883) è stato un politico italiano.

## Biografia
Di professione avvocato, promosse a Crema l’istituzione delle scuole tecniche, della civica biblioteca e di un asilo infantile; sostenne l'organizzazione di un'esposizione provinciale agricolo-industriale
Pur non potendo far parte delle battaglie risorgimentali per ragioni di salute, per i suoi ideali patriottici fu scelto nel 1859, assieme a Giovanni Moretti e Girolamo Fadini, a portare l’indirizzo di fedeltà della città di Crema a re Vittorio Emanuele II.
E proprio per rendere omaggio al monarca nel 1878 fu propugnatore, assieme a Paolo Samarani, Giovanni Battista Pivetti, Angelo Bacchetta, Emilio Bruschini, Franco Fadini, Carlo Lovera e Paolo Premoli, per far erigere il monumento celebrativo poi commissionato l’anno successivo allo scultore Francesco Barzaghi.
Dal 1863 al 1866 fu sindaco di Crema.
Fu eletto deputato nella X nel collegio di Treviglio, quindi nella XII e XIV legislatura del Regno d'Italia nel collegio della città natale, vivendo una vivace contrapposizione politica con il conte Enrico Martini pur scambiandosi stima reciproca. Il duello per la nomina ad deputato proseguì successivamente con Luigi Griffini.
Uomo noto per la sua oratoria, durante i lavori parlamentari ebbe modo di intervenire nelle discussioni di maggior momento quali la tassa sul macinato, l’abolizione della dispensa dei chierici dalla leva, i provvedimenti eccezionali di pubblica sicurezza per la Sicilia, la riforma elettorale politica.

## Il monumento
Pochi anni dopo la sua scomparsa nel 1887 fu l'amico Barzaghi a scolpire il busto commemorativo che ancora oggi vediamo nel famedio, sotto i portici di Palazzo Pretorio. La dedica recita:
PIETRO DONATI

CHE

L'ALTO SENTIRE

E L'ELETTO ACUME GIURIDICO

ACCOPPIANDO

ALLA ROBUSTA AFFASCINANTE PAROLA

NEL PARLAMENTO

NEL FORO

E NEI CONSIGLI

DEL COMUNE E DELLA PROVINCIA

SE E LA PATRIA

ONORAVA

DICEMBRE 1887»